# Punto guajiro
Le punto guajiro (en espagnol, punto, point et guajiro, paysan), est un genre musical d'influence créole. Créé par les paysans cubains venus des îles Canaries et de l'Andalousie vers les XVIIe et XVIIIe siècles, le punto guajiro est joué avec une guitare, un tres, un tiple, un laúd, des claves et un güiro.

## Origines
Le peuplement de l'île de Cuba après la découverte, la conquête et la colonisation s'est fait très lentement. Des hommes de diverses régions d'Espagne sont venus sur ces terres, presque tous originaires des îles Canaries ou d' Andalousie, où ils se sont installés dans toute l'île, principalement dans les zones rurales, et s'y sont consacrés à la culture de la terre, en particulier du tabac et des fruits.
Les principales formes sont le Punto Fijo ou pinareño (de Pinar del Río) et le Punto Libre des provinces de Las Villas et Camagüey. Il existe aussi le punto espirituano, le punto matancero (de Matanzas), le punto cruzado, etc. Cette petite colonie de paysans blancs va initier les Noirs à leur musique et parmi ceux-ci, on peut citer les premiers chanteurs au début du XXe siècle : Antonio Morejón, Martín Silveira, Juan 'El Cojo' Pagés, Miguel Puertas Salgado ou Horacio Martínez.
Il se compose d’un air ou d’une mélodie sur laquelle un chanteur interprète une strophe improvisée ou apprise de dix vers de huit pieds, avec un schéma de rimes.
Les chants sont généralement improvisés, et les pièces n'ont généralement pas de titre.
Le comité intergouvernemental de l’UNESCO pour la sauvegarde du patrimoine culturel immatériel a adopté l’inclusion du Punto cubano ou Punto guajiro, le Point cubain ou le Point paysan sur sa liste.